# Libina
Libina település Csehországban, Šumperki járásban. Libina Dlouhomilov, Hrabišín, Kamenná, Nový Malín, Oskava, Nová Hradečná, Šumvald és Rohle településekkel határos. Lakosainak száma 3265 fő (2024. január 1.).

## Népesség
A település lakosságának változását az alábbi diagram mutatja:
| Lakosok száma | 6002 | 6207 | 5080 | 3694 | 3647 | 3482 | 3350 | 3289 | 3238 | 3265 |
|               | 1869 | 1890 | 1921 | 1950 | 1980 | 2001 | 2017 | 2019 | 2022 | 2024 |